# 山本朝陽
山本朝陽（Asahi Yamamoto，1983年11月8日—），是一名日本足球運動員，司職前鋒，2009年1月由日本地區聯賽球會ARTE高崎，來到香港加盟香港甲組足球聯賽球隊四海，於球季結束後轉投晨曦。

## 球員生涯
山本朝陽畢業於濱松大學，2006年加盟日本地區聯賽球會ARTE高崎，期間曾短暫到美國加州一支球會試腳，其後返回ARTE高崎，2008年底曾到新加坡球會馬里士他卡沙試腳。
2009年1月，山本朝陽來港，與另一位日本球員石津大輝一同隨四海試腳，不過最終只得山本朝陽一人獲得四海取錄，並且在2月2日聯賽對愉園的賽事首度披甲上陣。
2008-09年度球季結束後，山本朝陽轉投另一支香港甲組足球聯賽球隊晨曦。2011年8月，山本朝陽被晨曦放棄。
2012年1月，山本朝陽以自由身加盟另一支香港甲組足球聯賽球隊標準流浪。

## 外部連結
- 香港足球總會球員註冊資料 （页面存档备份，存于）
- 四海體育會會官方網頁